# Seleção Sul-Coreana de Handebol Masculino
A Seleção Sul-Coreana de Handebol Masculino é a representante da Coreia do Sul nas competições oficiais internacionais de Andebol. Para tal ela é regida pela Federação Coreana de Andebol, que por sua vez é filiada à Federação Internacional de Andebol desde 1960.

## Títulos
- Campeonato Asiático (9): 1983, 1987, 1989, 1991, 1993, 2000, 2008, 2010 e 2012
- Jogos Asiáticos (6): 1986, 1990, 1994, 1998, 2002 e 2010